# Arbeitsgericht Osterhofen
Das Arbeitsgericht Osterhofen war ein bayerisches Arbeitsgericht mit Sitz in Osterhofen.

## Geschichte
Gemäß Arbeitsgerichtsgesetz vom 23. Dezember 1926 wurden in Deutschland Arbeitsgerichte gebildet. Diese waren nur in der ersten Instanz organisatorisch selbstständige Gerichte, die Landesarbeitsgerichte waren den Landgerichten zugeordnet. Am Landgericht Passau entstand so 1927 das Landesarbeitsgericht Passau als eines von 23 Landesarbeitsgerichten in Bayern. In Osterhofen entstand das Arbeitsgericht Osterhofen als eines von sechs Arbeitsgerichten des Landesarbeitsgerichts. Sein Sprengel umfasste den Gerichtsbezirk des Amtsgerichts Osterhofen. Es bestand eine allgemeine Kammer für Arbeiter und Angestellte und eine Kammer für das Handwerk.
Bereits 1929 wurde die Zahl der Arbeitsgerichte deutlich reduziert. Das Landesarbeitsgericht Passau wurde aufgehoben, seine Aufgaben übernahm das Landesarbeitsgericht München. Auch das Arbeitsgericht Osterhofen wurde aufgehoben und das Arbeitsgericht Vilshofen übernahm dessen Aufgaben.